# L'amore è/Chi è di scena
L'amore è/Chi è di scena è un singolo di Lorella Cuccarini in duetto con Alessandra Martines pubblicato nel 1986.
Scritto da Sergio Bardotti e Pippo Caruso, il brano, cantato in coppia dalle due soubrette,  era la sigla finale del varietà del sabato sera di Rai 1 Fantastico 7. Il singolo ebbe un buon successo, toccando la sesta posizione dei dischi più venduti. Il Trio fornì una divertente parodia del brano all'interno dello sceneggiato parodistico I promessi sposi del 1990.
In seguito tale brano venne anche utilizzato come colonna sonora di alcuni spot delle cucine Scavolini, azienda della quale la stessa Cuccarini fu testimonial dal 1987 al 2003.
Il retro, Chi è di scena, scritto dagli stessi autori, non è attribuito sul disco ad alcun artista, ma nel corso della trasmissione, viene eseguito come infra-sigla da un gruppo di personaggi emergenti, che erano protagonisti di una gara all'interno del programma dove si sfidavano, in varie categorie, nel corso delle puntate.

## Tracce
Lato A
1. L'amore è – 4:13 (Sergio Bardotti-Pippo Caruso)

Durata totale: 4:13
Lato B
1. Chi è di scena – 2:38 (Sergio Bardotti-Pippo Caruso)

Durata totale: 2:38